# Kingsholm Stadium
Kingsholm Stadium är en arena som ligger i Gloucester, Storbritannien och är Gloucester RFC:s hemmastadion. Arenan, som färdigställdes 1891, tar 16 500 åskådare. Under vm i ruby 2015 kommer ett antal matcher att spelas här.